# جيروم كورتلاند
جيروم كورتلاند (بالإنجليزية: Jerome Courtland)‏ مواليد 27 ديسمبر 1926 في نوكسفيل، الولايات المتحدة - الوفاة 1 مارس 2012 في سانتا كلاريتا فالي، الولايات المتحدة، هو ممثل أمريكي بدأ مسيرته الفنية سنة 1942. من أعماله ساحة المعركة. امتدت مسيرته الفنية لأكثر من 51 عاما.

## روابط خارجية
- جيروم كورتلاند على موقع IMDb (الإنجليزية)
- جيروم كورتلاند على موقع ألو سيني (الفرنسية)
- جيروم كورتلاند على موقع ميوزك برينز (الإنجليزية)
- جيروم كورتلاند على موقع أول موفي (الإنجليزية)
- جيروم كورتلاند على موقع قاعدة بيانات برودواي على الإنترنت (الإنجليزية)
- جيروم كورتلاند على موقع قاعدة بيانات الأفلام السويدية (السويدية)
- جيروم كورتلاند على موقع ديسكوغز (الإنجليزية)
- جيروم كورتلاند على موقع قاعدة بيانات الفيلم (الإنجليزية)
- جيروم كورتلاند على موقع كينوبويسك (الروسية)